# Consulat général de Russie à Marseille
Le consulat général de Russie à Marseille est une représentation consulaire de la fédération de Russie en France. Il est situé au 3, avenue Ambroise Paré, à Marseille, en Provence-Alpes-Côte d'Azur.

## Histoire
L'ouverture du consulat à la fin des années 1970 se fait dans le cadre d'un accord entre l'URSS et la France dans le cadre d'une intensification de leurs relations diplomatiques. La France ouvre ainsi un consulat à Leningrad.
Le 24 février 2025, trois bouteilles d’azote liquide sont lancés par deux chercheurs marseillais du CNRS contre le consulat. Le 27 février, le tribunal correctionnel de Marseille a condamné Vasile Heresanu, 48 ans, et son collègue Georges Sitja, 59 ans, à huit mois de prison ferme à purger sous bracelet électronique.